# Olympische Sommerspiele 2024/Leichtathletik – Diskuswurf (Frauen)
Der Diskuswurfwettkampf der Frauen bei den Olympischen Spielen 2024 in Paris wurde am 2. August (Qualifikation) und 5. August 2024 (Finale) im Stade de France ausgetragen.
Olympiasiegerin wurde die US-Amerikanerin Valarie Allman, die ihren Titel verteidigen konnte. Silber gewann die Chinesin Feng Bin, Bronze ging an die Kroatin Sandra Elkasević.
Die drei deutschen Teilnehmerinnen Marike Steinacker, Claudine Vita und Kristin Pudenz qualifizierten sich alle für das Finale der besten zwölf Athletinnen und erreichten dort die Plätze vier, sechs und zehn.

## Aktuelle Titelträgerinnen
| Olympiasiegerin                        | Valarie Allman ( USA)           | 68,98 m | Tokio 2020     |
| Weltmeisterin                          | Laulauga Tausaga ( USA)         | 69,49 m | Budapest 2023  |
| Europameisterin                        | Sandra Perković ( Kroatien)     | 67,04 m | Rom 2024       |
| Nord-/Zentralamerika-/Karibikmeisterin | Laulauga Tausaga ( USA)         | 63,18 m | Freeport 2022  |
| Südamerikameisterin                    | Izabela da Silva ( Brasilien)   | 61,26 m | São Paulo 2023 |
| Asienmeisterin                         | Feng Bin ( Volksrepublik China) | 66,42 m | Bangkok 2023   |
| Afrikameisterin                        | Ashley Anumba ( Nigeria)        | 59,30 m | Douala 2024    |
| Ozeanienmeisterin                      | Taryn Gollshewsky ( Australien) | 60,96 m | Suva 2024      |

## Rekorde

### Bestehende Rekorde
| Weltrekord         | Gabriele Reinsch ( DDR) | 76,80 m | Neubrandenburg, DDR (heute Deutschland) | 9. Juli 1988       |
| Olympischer Rekord | Martina Hellmann ( DDR) | 72,30 m | Finale OS Seoul, Südkorea               | 29. September 1988 |

Der bereits seit 1988 bestehende olympische Rekord wurde auch bei diesen Spielen nicht erreicht. Der weiteste Wurf gelang der US-amerikanischen Olympiasiegerin Valarie Allman mit 69,50 m in ihrem vierten Versuch des Finals am 5. August. Damit blieb sie 2,80 m unter dem Olympia- und 7,30 m unter dem Weltrekord.

### Rekordverbesserung
Es gab einen neuen Landesrekord:

65,14 m – Vanessa Kamga (Schweden), Qualifikation (Gruppe B) am 2. August, erster Versuch

## Legende
Kurze Übersicht zur Bedeutung der Symbolik – so üblicherweise auch in sonstigen Veröffentlichungen verwendet:
| – | verzichtet                            |
| x | ungültig                              |
| r | Wettkampf nicht fortgesetzt (retired) |

## Qualifikation
Die Athletinnen traten zu einer Qualifikationsrunde in zwei Gruppen an. Sechs Werferinnen (dunkelgrün unterlegt) übertrafen die Qualifikationsweite für den direkten Finaleinzug von 64,00 m. Damit war die Mindestanzahl von zwölf Finalteilnehmerinnen nicht erreicht. So wurde das Finalfeld mit den sechs nächstbesten Wettbewerberinnen beider Gruppen (hellgrün unterlegt) auf zwölf Athletinnen aufgefüllt. Für die Finalteilnahme waren schließlich 62,63 m zu erbringen.
2. August 2024, 18:55 Uhr
| Rang | Gruppe | Athletin                 | Nation             | Versuch (m) | Versuch (m) | Versuch (m) | Weite (m) | Anmerkung |
| Rang | Gruppe | Athletin                 | Nation             | 1           | 2           | 3           | Weite (m) | Anmerkung |
| ---- | ------ | ------------------------ | ------------------ | ----------- | ----------- | ----------- | --------- | --------- |
| 1    | A      | Valarie Allman           | Vereinigte Staaten | 69,59       |             |             | 69,59     | Q         |
| 2    | B      | Sandra Elkasević         | Kroatien           | 65,63       |             |             | 65,63     | Q         |
| 3    | B      | Feng Bin                 | China              | 65,40       |             |             | 65,40     | Q         |
| 4    | B      | Vanessa Kamga            | Schweden           | 65,14       |             |             | 65,14     | Q, NR     |
| 5    | A      | Jorinde van Klinken      | Niederlande        | 63,68       | 64,81       |             | 64,81     | Q         |
| 6    | B      | Alexandra Emilianov      | Moldau             | 64,33       |             |             | 64,33     | Q         |
| 7    | A      | Mélina Robert-Michon     | Frankreich         | 63,77       | 62,13       | 59,29       | 63,77     | q, SB     |
| 8    | A      | Kristin Pudenz           | Deutschland        | x           | 63,45       | 63,35       | 63,45     | q         |
| 9    | A      | Daisy Osakue             | Italien            | 56,77       | 63,11       | x           | 63,11     | q         |
| 10   | B      | Irina Rodrigues          | Portugal           | 62,90       | 60,45       | x           | 62,90     | q         |
| 11   | B      | Claudine Vita            | Deutschland        | 59,77       | 62,25       | 62,70       | 62,70     | q         |
| 12   | B      | Marike Steinacker        | Deutschland        | 62,63       | x           | x           | 62,63     | q         |
| 13   | B      | Veronica Fraley          | Vereinigte Staaten | 62,54       | 62,30       | 60,95       | 62,54     |           |
| 14   | A      | Liliana Cá               | Portugal           | 57,59       | 62,43       | 59,55       | 62,43     |           |
| 15   | B      | Taryn Gollshewsky        | Australien         | 56,86       | 62,36       | 58,79       | 62,36     | PB        |
| 16   | B      | Alida van Daalen         | Niederlande        | 62,19       | 61,62       | 61,99       | 62,19     |           |
| 17   | B      | Izabela da Silva         | Brasilien          | 61,68       | x           | 61,21       | 61,68     |           |
| 18   | B      | Jayden Ulrich            | Vereinigte Staaten | x           | x           | 61,08       | 61,08     |           |
| 19   | B      | Melany del Pilar Matheus | Kuba               | 60,19       | 61,07       | 60,90       | 61,07     |           |
| 20   | B      | Daria Zabawska           | Polen              | 57,84       | 60,48       | 60,86       | 60,86     |           |
| 21   | B      | Chioma Onyekwere         | Nigeria            | 60,78       | 60,66       | x           | 60,78     |           |
| 22   | A      | Ieva Gumbs               | Litauen            | x           | 60,37       | 56,88       | 60,37     |           |
| 23   | A      | Marija Tolj              | Kroatien           | 59,87       | 59,27       | x           | 59,87     |           |
| 24   | A      | Lisa Brix Pedersen       | Dänemark           | 59,81       | x           | 57,75       | 59,81     | SB        |
| 25   | A      | Silinda Oneisi Morales   | Kuba               | 59,46       | 58,30       | 55,20       | 59,46     |           |
| 26   | A      | Andressa de Morais       | Brasilien          | 52,24       | 59,14       | 59,43       | 59,43     |           |
| 27   | A      | Caisa-Marie Lindfors     | Schweden           | 56,82       | x           | 59,29       | 59,29     |           |
| 28   | A      | Jiang Zhichao            | China              | 56,58       | 57,13       | 59,10       | 59,10     |           |
| 29   | A      | Ashley Anumba            | Nigeria            | 57,23       | x           | 58,83       | 58,83     |           |
| 30   | A      | Subenrat Insaeng         | Thailand           | 58,07       | x           | x           | 58,07     |           |
| 31   | A      | Samantha Hall            | Jamaika            | x           | 54,94       | x           | 54,94     |           |
| 32   | B      | Obiageri Amaechi         | Nigeria            | x           | x           | 45,45       | 45,45     |           |

## Finale
5. August 2024, 20:30 Uhr
| Rang | Athletin             | Nation             | Versuche (in m) | Versuche (in m) | Versuche (in m) | Versuche (in m) | Versuche (in m) | Versuche (in m) | Weite (m) | Anmerkung |
| Rang | Athletin             | Nation             | 1               | 2               | 3               | 4               | 5               | 6               | Weite (m) | Anmerkung |
| ---- | -------------------- | ------------------ | --------------- | --------------- | --------------- | --------------- | --------------- | --------------- | --------- | --------- |
| 1    | Valarie Allman       | Vereinigte Staaten | x               | 68,74           | 68,06           | 69,50           | x               | 69,21           | 69,50     |           |
| 2    | Feng Bin             | China              | 66,33           | 64,80           | 67,51           | 67,13           | 67,25           | 65,98           | 67,51     |           |
| 3    | Sandra Elkasević     | Kroatien           | 64,25           | x               | 67,51           | x               | x               | x               | 67,51     |           |
| 4    | Marike Steinacker    | Deutschland        | 54,37           | 61,37           | x               | x               | 65,37           | x               | 65,37     |           |
| 5    | Vanessa Kamga        | Schweden           | 65,05           | x               | x               | 62,32           | x               | x               | 65,05     |           |
| 6    | Claudine Vita        | Deutschland        | 63,62           | x               | 63,25           | x               | 61,25           | 63,03           | 63,62     |           |
| 7    | Jorinde van Klinken  | Niederlande        | 63,35           | 61,50           | x               | x               | x               | 51,23           | 63,35     |           |
| 8    | Daisy Osakue         | Italien            | 63,11           | x               | x               | x               | 62,53           | 60,31           | 63,11     |           |
| 9    | Irina Rodrigues      | Portugal           | 60,39           | 61,19           | x               | ausgeschieden   | ausgeschieden   | ausgeschieden   | 61,19     |           |
| 10   | Kristin Pudenz       | Deutschland        | 60,38           | 60,07           | x               | ausgeschieden   | ausgeschieden   | ausgeschieden   | 60,38     |           |
| 11   | Alexandra Emilianov  | Moldau             | 58,08           | x               | 58,02           | ausgeschieden   | ausgeschieden   | ausgeschieden   | 58,08     |           |
| 12   | Mélina Robert-Michon | Frankreich         | 56,63           | x               | 57,03           | ausgeschieden   | ausgeschieden   | ausgeschieden   | 57,03     |           |

Als Titelverteidigerin wurden insbesondere der US-Amerikanerin Valarie Allman gute Medaillenchancen zugerechnet, doch auch die erfahrene Kroatin Sandra Elkasević, die Chinesin Feng Bin und Jorinde van Klinken aus den Niederlanden hatten in der Qualifikation überzeugen können. Mit gleich drei Starterinnen war Deutschland am stärksten in diesem Finale vertreten, weswegen sich der Deutsche Leichtathletik-Verband ebenfalls Hoffnungen machte.
Bereits im ersten Versuch untermauerte die Chinesin Feng mit einer Bestweite von 66,33 m ihre Medaillenhoffnungen. Als beste der drei Deutschen setzte sich Claudine Vita ebenso auf einen der vorderen Plätze. Im zweiten Versuch jedoch zeigte Titelverteidigerin Allman ihre Stärke und warf sich mit 68,74 m an die Spitze. Feng Bin und Sandra Elkasević versuchten, dagegenzuhalten und kamen in ihren dritten Versuchen jeweils auf 67,51 m.
Schluss war dagegen nach den ersten drei Würfen bereits für die routinierte Lokalmatadorin Mélina Robert-Michon, Alexandra Emilianov aus der Republik Moldau, Irina Rodrigues aus Portugal und auch die deutsche Silbermedaillengewinnerin von Tokio, Kristin Pudenz. Marike Steinacker qualifizierte sich hingegen als zu diesem Zeitpunkt Achte knapp für das Finale, wie auch Claudine Vita.
Steinacker arbeitete sich durch einen starken fünften Versuch auf 65,37 m noch bis auf Platz vier vor, in den Kampf um die Medaillen konnte aber auch sie nicht mehr eingreifen. Hier hatte sich Valarie Allman bereits mit ihrem vierten Wurf auf 69,50 m weiter abgesetzt. Die sehr konstante Chinesin zeigte zwar noch einige gute Leistungen, kam aber nicht mehr über die 67,51 m aus ihrem dritten Versuch hinweg, ebenso wie Elkasević, die danach nur noch ungültige Versuche produzierte. Somit entschied der weitere zweitbeste Versuch über die Silbermedaille zugunsten Fengs. Allman warf in ihrem letzten Versuch noch einmal über 69 Meter und verteidigte erfolgreich ihren Titel.